# أريستوتي مادياني
أريستوتي مادياني (بالفرنسية: Aristote Madiani) (22 أغسطس 1995 في فرنسا - ) هو لاعب كرة قدم فرنسي في مركز الهجوم. شارك مع منتخب فرنسا تحت 18 سنة لكرة القدم ومنتخب فرنسا تحت 20 سنة لكرة القدم. أما مع النوادي، فقد لعب مع نادي لانس.

## وصلات خارجية
- أريستوتي مادياني على موقع رابطة كرة القدم الفرنسية للمحترفين (الإنجليزية)
- أريستوتي مادياني على موقع قاعدة بيانات كرة القدم.إي يو (الإنجليزية)
- أريستوتي مادياني على موقع Soccerway.com (الإنجليزية)
- أريستوتي مادياني على موقع AS.com (الإسبانية)